# Río Sudost
El río Sudost (en ucraniano y ruso: Судость) es un corto río de Europa oriental, un afluente por la derecha del río Desná, este por su parte avena en  Dniéper.  Discurre por Rusia y Ucrania. Tiene una longitud de aproximadamente 208 km y una cuenca hidrográfica de 5 850 km². 
Recorre por el óblast de Briansk, en Rusia, y por el óblast de Chernígov, en Ucrania. El Sudost se congela, anualmente, desde noviembre hasta diciembre.  Permanece, limitado por el hielo, hasta finales de marzo o principios de abril. La ciudad más importante a orillas de este río es la de Pochep.